# Покрокове навчання
В інформатиці покро́кове навча́ння (англ. incremental learning) — це метод машинного навчання, в якому дані входу неперервно використовують для розширення знань наявної моделі, тобто, для подальшого тренування моделі. Він являє собою динамічну методику керованого та некерованого навчання, яку можливо застосовувати, коли тренувальні дані стають доступними поступово з плином часу, або їхній розмір виходить за межі системної пам'яті. Алгоритми, які можуть сприяти покроковому навчанню, відомі як алгоритми покрокового машинного навчання (англ. incremental machine learning algorithms).
Багато традиційних алгоритмів машинного навчання за своєю суттю підтримують покрокове навчання. Інші алгоритми можливо пристосувати для сприяння покроковому навчанню. До прикладів покрокових алгоритмів належать дерева рішень (IDE4, ID5R та gaenari), правила рішень, штучні нейронні мережі (мережі РБФ, Learn++, Fuzzy ARTMAP, TopoART та IGNG) та покрокові ОВМ.
Мета покрокового навчання — пристосовування навчаної моделі до нових даних без забування своїх наявних знань. Деякі системи покрокового навчання мають вбудований певний параметр або припущення, які контролюють релевантність старих даних, тоді як інші, які називають алгоритмами стабільного покрокового машинного навчання, навчаються подання тренувальних даних, які з часом не забуваються навіть частково. Двома прикладами цього другого підходу є Fuzzy ART та TopoART.
Покрокові алгоритми часто застосовують до потоків даних та великих даних, розв'язуючи нюанси доступності даних та дефіциту ресурсів відповідно. Передбачування біржових тенденцій та профілювання користувачів — приклади потоків даних, у яких нові дані стають доступними постійно. Застосування покрокового навчання до великих даних спрямоване на швидше класифікування та прогнозування.